# Jan Carel Jenniskens
Jan Carel Jenniskens (Oss, 17 mei 1958 - aldaar, 14 februari 1984) was een Nederlands hockeyer. Hij was 36-voudig Nederlands hockeyinternational, begon zijn hockeyloopbaan bij HMC Keep Fit in Oss en kwam vanaf 1976 uit voor de hoofdklasser HC Tilburg.
Op 20 december 1980 speelde Jenniskens tegen Spanje zijn eerste interland. Met het Nederlands elftal won hij twee keer de Champions Trophy (in Karachi 1981 en Amstelveen 1982) en werd hij in 1983 Europees kampioen. Als international was hij betrokken bij het nemen van strafcorners en werd hij enkele keren ingezet als strafslagspecialist. Hij scoorde 10 keer.
Zijn laatste interland speelde Jenniskens op 4 november 1983 in Karachi. In een stadion met 30.000 toeschouwers versloeg het Nederlands elftal wereldkampioen Pakistan in eigen huis met de cijfers 3-2. Jenniskens werd geselecteerd voor de kernploeg die aan de Olympische Spelen van 1984 in Los Angeles zou deelnemen. In aanloop naar de voorbereidingen stierf hij plotseling op vijfentwintigjarige leeftijd.